# Кривоозерська селищна територіальна громада
Кривоозерська селищна територіальна громада — територіальна громада в Україні, у Первомайському районі Миколаївської області, з адміністративним центром у селищі Криве Озеро.

## Загальна інформація
Площа території — 812,8 км², населення громади — 23 825 осіб, з них: міське населення — 7 482 особи, сільське — 16 343 особи (2020 р.).

## Населені пункти
До складу громади входять 5 селищ (Іванівка, Климівка, Криве Озеро, Купріянівка, Семенівка) та 22 села: Багачівка, Берізки, Бурилове, Велика Мечетня, Гойдаї, Голоскове, Красненьке, Криве Озеро Друге, Курячі Лози, Луканівка, Мазурове, Мала Багачівка, Мала Мечетня, Миколаївка, Михалкове, Ониськове, Очеретня, Секретарка, Сорочинка, Тернувате, Токарівка та Тридуби.

## Історія
Створена у 2020 році, відповідно до розпорядження Кабінету Міністрів України № 719-р від 12 червня 2020 року «Про визначення адміністративних центрів та затвердження територій територіальних громад Миколаївської області», шляхом об'єднання територій та населених пунктів Кривоозерської селищної та Багачівської, Берізківської, Бурилівської, Великомечетнянської, Гойдаївської, Красненьківської, Кривоозерської, Куряче-Лозівської, Луканівської, Мазурівської, Маломечетнянської, Ониськівської, Очеретнянської, Секретарської, Тридубівської сільських рад Кривоозерського району Миколаївської області.